# Cala Goloritzé

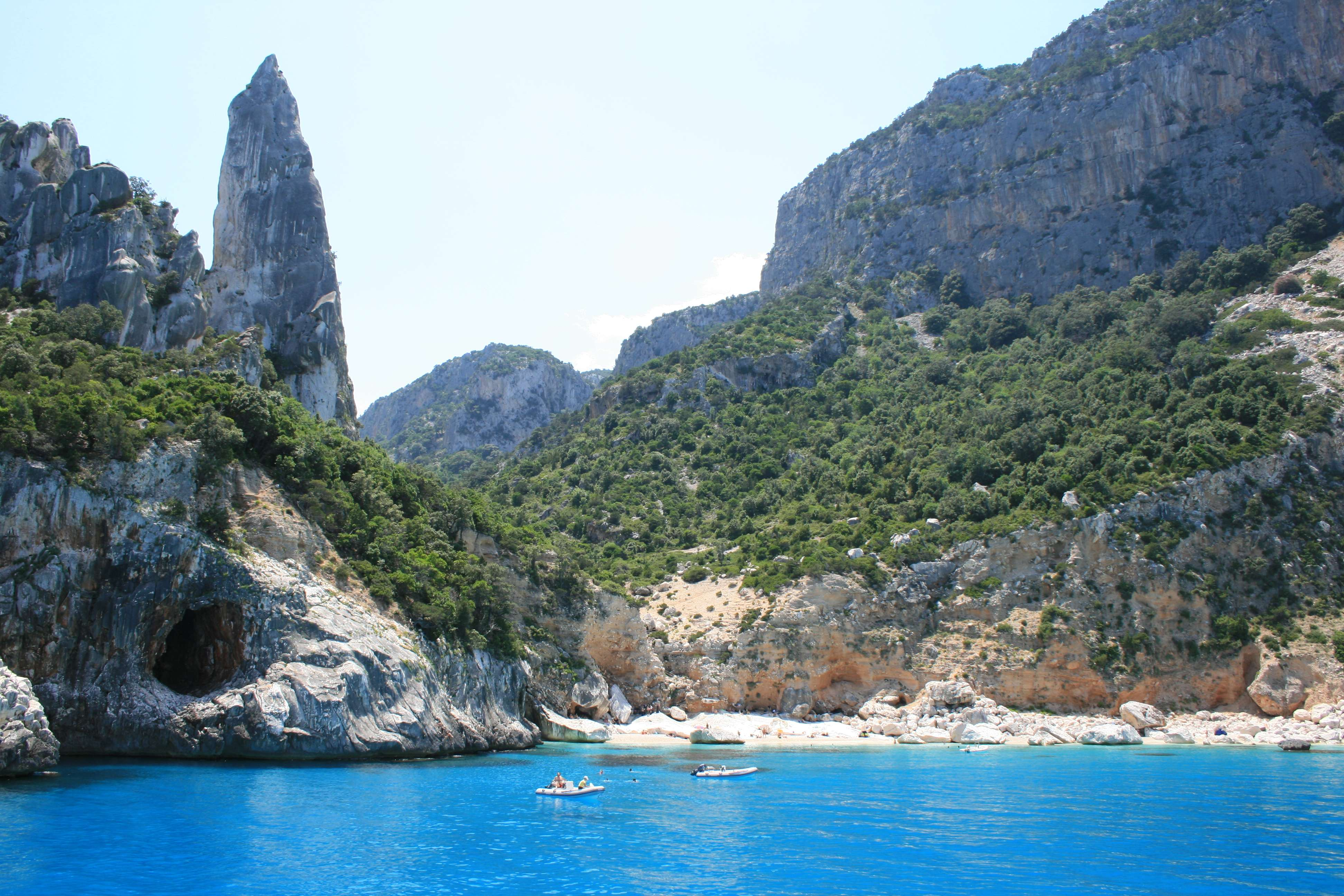
Cala Goloritzé

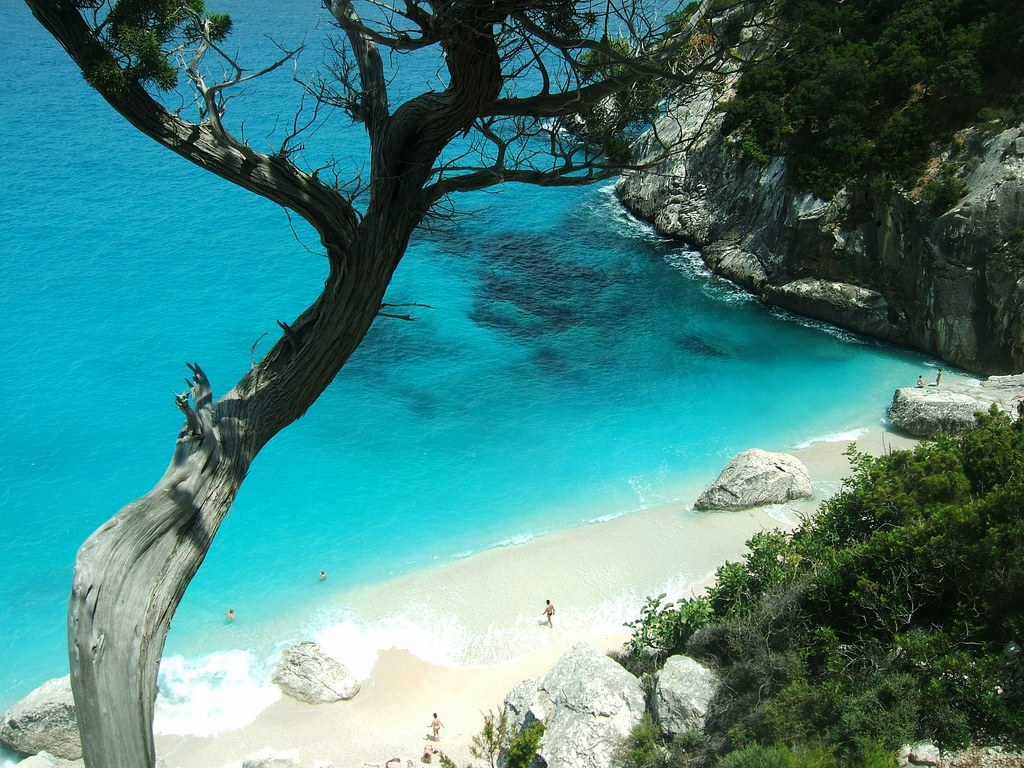
Cala Goloritzé

Cala Goloritzé è una spiaggia che si trova nel territorio comunale di Baunei nella parte sud del golfo di Orosei nella Provincia dell'Ogliastra

## Descrizione
La spiaggia, una delle più suggestive della Sardegna, nata da una frana nel 1962 è famosa per il pinnacolo alto 143 metri che sovrasta la cala, noto anche ai rocciatori per le sue vie d'arrampicata sportiva; la più nota è la Sinfonia dei Mulini a vento, aperta da Manolo e Alessandro Gogna alla fine degli anni settanta.
Altro elemento caratteristico della spiaggia è l'arco naturale che si apre sul lato destro della baia. In un anfratto tra le rocce all'interno della spiaggia è inoltre presente una sorgente d'acqua dolce che dal sottosuolo sfocia in mare. L'arenile è composto di piccoli ciottoli bianchi e sabbia.
Goloritzé è raggiungibile solo con un sentiero che dall'altopiano del Golgo giunge alla cala, con un dislivello di 470 metri e circa un'ora e mezzo di cammino. Tuttavia dall'estate del 2007 la costa è chiusa al traffico di imbarcazioni a motore fino a 200 m dalla riva, per preservarla dall'inquinamento e dall'assalto dei turisti, perciò anche l'approdo è vietato.
Il 29 aprile 2025 è stata eletta "spiaggia più bella del mondo" dal sito The World's 50 Best Beaches.

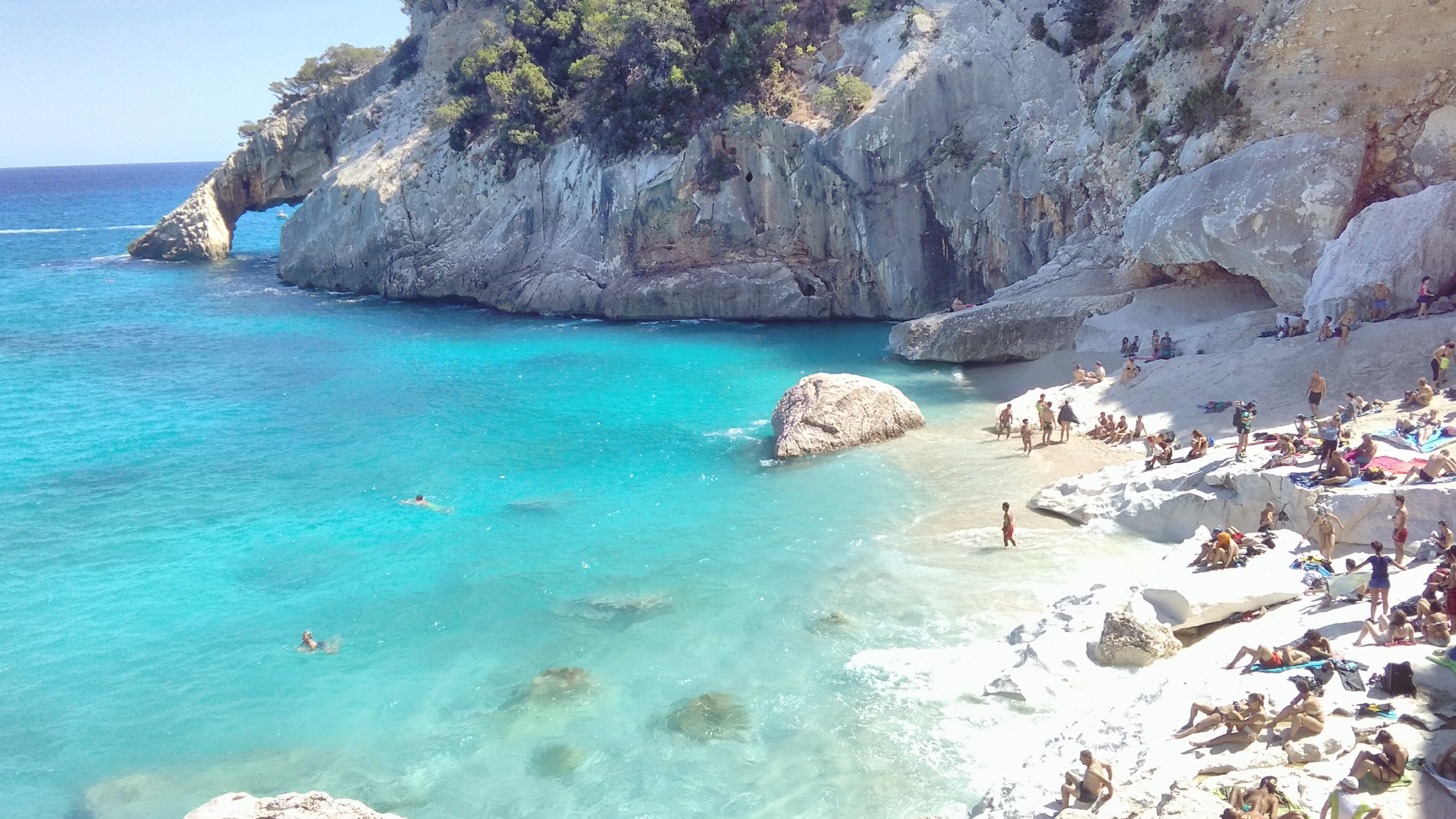
Cala Goloritzé

Cala Goloritzé è stata dichiarata "monumento naturale" della Regione Sardegna nel 1993 e "monumento nazionale italiano" nel 1995.